# Spongiforma squarepantsii
Spongiforma squarepantsii ist eine Pilzart aus der Familie der Dickröhrlingsverwandten (Boletaceae) innerhalb der Gattung Spongiforma. Die in Malaysia vorkommende Art wurde 2011 wissenschaftlich beschrieben. Der Pilz wurde benannt nach der US-amerikanischen Zeichentrickfigur SpongeBob Schwammkopf (im Englischen „SpongeBob SquarePants“).

## Merkmale

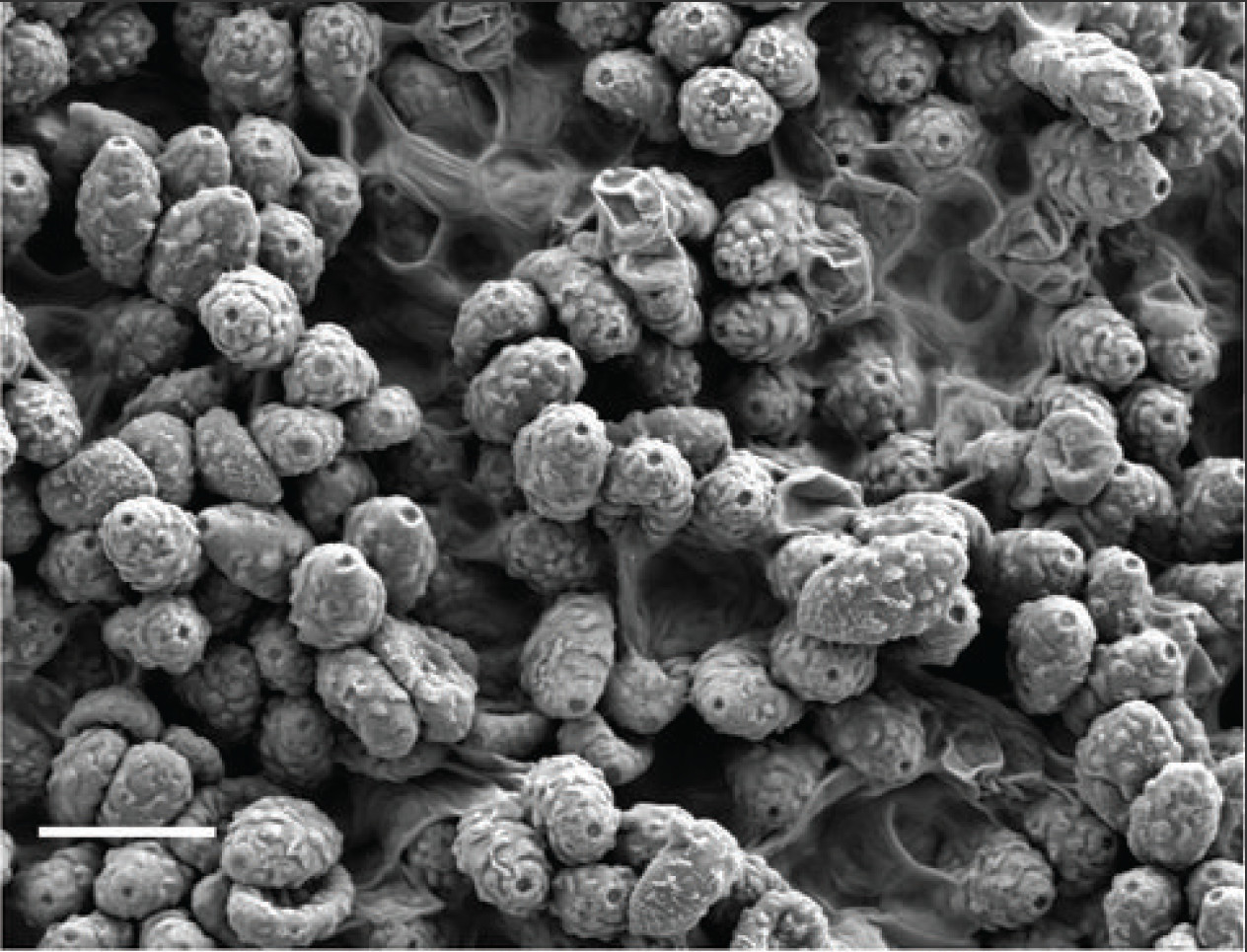
Sporen von Spongiforma squarepantsii unter dem Rasterelektronenmikroskop

### Makroskopische Merkmale
Der Fruchtkörper von Spongiforma squarepantsii ist hell-orange gefärbt. Er erreicht eine Breite von 3–5 cm und eine Höhe von 2–3 cm. Er ist annähernd kugelförmig bis oval geformt und besitzt keinen Stiel. Der Pilz ist schwamm- und gummiartig elastisch und nimmt nach dem Auspressen von Wasser wieder seine vorherige Form an. Die hirnähnliche Oberfläche besitzt tiefe Riefen und Falten. Sie ist unregelmäßig mit relativ großen Hohlräumen besetzt, die mit der sporenbildendem Fruchtschicht ausgekleidet sind. Der Fruchtkörper riecht stark fruchtig bis muffig. Beim Beträufeln mit einer 3-10-prozentigen Kalilauge verfärbt sich das Fleisch violett.

### Mikroskopische Merkmale
Die mandelförmigen Sporen sind 9,5–12,5 Mikrometer lang, 6–7 μm breit und mit einer 0,5–1,2 μm dicken Wand ummantelt. In den Pilzfäden kommen an den Querwänden keine Schnallen vor.

## Ökologie und Verbreitung

Karte von Sarawak, Malaysia, mit der Position des Lambir Hills National Park

Spongiforma squarepantsii wurde als bodenbewohnender Pilz im Lambir Hills National Park in Sarawak, Malaysia, gefunden.

## Taxonomie und Systematik
Die Art wurde im Mai 2011 online in der Zeitschrift Mycologia wissenschaftlich erstbeschrieben. Die Beschreibung basiert auf Individuen, die 2010 im Lambir Hills National Park in Sarawak, Malaysia, gesammelt wurden.
Die nächstverwandte Art Spongiforma thailandica, die 2009 erstbeschrieben wurde und mit S. squarepantsii die Gattung Spongiforma bildet, unterscheidet sich von dieser durch verschiedene Merkmale. Sie besitzt größere Fruchtkörper mit einer Breite von 5–10 cm und einer Höhe von 4–7 cm. Die anfangs blass grau-orange Gleba verfärbt sich später in ein dunkles Rot- oder Dunkelbraun. Der Geruch erinnert an Teer. Zudem besitzen die Sporen von S. thailandica weniger prominente Oberflächenwarzen als die von S. squarepantsii.
Bei der Beschreibung von S. thailandica konnte durch molekulare Merkmale der ribosomalen DNA festgestellt werden, dass die Gattung Spongiforma eine Schwestergruppe der Gattung Porphyrellus ist. Das nächstverwandte Taxon hierzu ist Strobilomyces. Alle drei Gattungen gehören den Dickröhrlingsverwandten (Boletaceae) an.

## Benennung
Der Gattungsname Spongiforma bezieht sich auf die schwammartige Natur des Pilzfruchtkörpers. Das Epitheton squarepantsii betont die Ähnlichkeit mit der Zeichentrickfigur SpongeBob Schwammkopf (auf Englisch „SpongeBob SquarePants“). Zudem beschrieben die Autoren die Oberfläche des sporentragenden Gewebes im Rasterelektronenmikroskop (REM) wie einen „Meeresboden bedeckt mit Röhrenschwämmen, der an die fiktive Heimat von SpongeBob erinnert.“